# Cổ Dã
Cổ Dã (chữ Hán giản thể: 古冶区) là một quận thuộc địa cấp thị Đường Sơn, tỉnh Hà Bắc, Cộng hòa Nhân dân Trung Hoa. Quận này có dân số 400.000 người. Quận này giáp huyện Loan về phía đông, tây giáp Khai Bình. Đây là quận có mỏ than đá, nền kinh tế dựa chủ yếu vào ngành khai thác than đá.